# 聖マリア教会 (クラクフ)
聖マリア教会（ポーランド語: kościół Mariacki) として知られる聖母被昇天教会（ポーランド語: Kościół Wniebowzięcia Najświętszej Marii Panny）はポーランドのクラクフ中央広場に隣接するブリック・ゴシック様式の教会建築である。14世紀に建設されたこの教会の設立は13世紀初頭にまで遡ることができ、ポーランドのゴシック建築物の好例として挙げられる。教会の高さは80mで、特にファイト・シュートスによって彫刻された祭壇画によってよく知られる。
聖マリア教会の2つの高い塔の上からは、毎時間ごとにヘイナウ・マリアツキと呼ばれるトランペットの時報が演奏される。トランペットの悲しげな音色は演奏中に中断されるが、これは13世紀のラッパ兵が、モンゴルの襲来を告げる警笛を鳴らしている途中で喉を射られたことに由来する。正午のヘイナウはポーランド全土で放送され、海外放送としてもポーランド・ラジオ第1放送で中継される。
聖マリア聖堂は、国外に広がったポーランド人たちによって建築された多くの、特にはシカゴに位置する「セント・ジョン・カンティウス  (en) 」や「セント・マイケルズ  (en) 」などのポーランドの聖堂様式で設計された教会の建築モデルともされた。
この教会は、エリック・P・ケリーによる『クラクフのラッパ吹き』によって多くの英語話者に親しまれている。

## 歴史
年代記作者のヤン・ドゥウゴシュの記述によれば、クラクフ中央広場の聖マリア聖堂はクラクフの主教であったイヴォ・オドロヴォンシュ（Iwo Odrowąż）によって1221–22年頃に設立された。この建築物はモンゴルのポーランド侵攻によって破壊された。1290–1300年のうちに、廃墟の上で初期ゴシック様式による新しい教会が再建された。この教会はその20年後にあたる1320年に聖別されている。
教会の完全な再建はカジミェシュ3世の統治下であった1355年から1365年の間に、裕福なレストラン経営者であったミコワイ・ヴィェジネク (Mikołaj Wierzynek) から大きな援助を受けて行われた。このとき内陣は伸長され、背の高い窓が加えられた。1395から97年にかけて、新しいヴォールトと共に完成した教会の中央部分はプラハ出身の大職人であった ミクラーシュ・ヴェルナー (Nicholas Werhner) によって建築された 。しかしながら、1442年のクラクフにおいてこれまでなかったほどの地震があり、これらの内陣とヴォールトは崩壊している。
15世紀の前半、教会横にチャペルが追加された。これらはほぼ大職人であるフランチシェク・ヴィェホニ (Franciszek Wiechoń) の働きによるものであった。これと同時期に、都市全体の時計塔として北塔が設計、建築されている。1478年、大工の Maciej Heringh（Heringk とも）が小丸屋根を塔に奉納した。1666年には、今日においても未だ存在する金箔仕立ての冠が置かれた。15世紀末、聖マリア教会はファイト・シュトースによる後期ゴシック様式彫刻の傑作である聖母マリアの祭壇で豊かに飾られた。
1536年または1537年、ジグムント1世は教会での説教についてドイツ語からポーランド語で行うように変えることを宣言した。この時、クラクフのドイツ系の大きな共同体は、その礼拝の場をより小さな聖バルバラ教会へと移していた。
18世紀には、司教代理であったヤツェク・アウグスティン・ウォパツキ (Jacek Augustyn Łopacki) の決定により、後期バロック様式で内装が再建された。この作業の責任者は フランツェスコ・プラチディ (Francesco Placidi) であった。26基すべての祭壇と装飾品、家具、長椅子、絵画は全て置き換えられ、壁はアンジェイ・ラドヴァンスキ (Andrzej Radwański) により色鮮やかに装飾された。19世紀初頭、市は聖堂近くの墓地を閉鎖し公共広場にすることを決定した。この広場は今日では Plac Mariacki（マリア広場）として知られている。
1887年から1891年にかけて、タデウシュ・ストルィイェンスキの指揮により、聖堂にネオ・ゴシック様式が導入された。ヤン・マテイコの寄付により、マテイコ自身が壁画が描き、内陣のステンドグラスはスタニスワフ・ヴィスピヤンスキとユゼフ・メホフェルが監修した。
2010年4月18日、聖マリア聖堂においてポーランド大統領であったレフ・カチンスキとその妻の葬儀が行われた。葬儀の後、その棺はヴァヴェル大聖堂へと運ばれ、地下へと埋葬された。

## ギャラリー
- 説教壇
- ファイト・シュトースによるゴシック様式の祭壇
- 聖マリア聖堂のラッパ吹き
- パイプオルガン
- エントランス
- 聖マリア聖堂前景
- Mikołajska 通り
- 聖堂内装
- 聖マリア教会の十字架
- 聖マリア教会内の十字架
- 夜の聖マリア教会
- 聖堂前のアダム・ミツキェヴィチの彫像
- Floriańska通りから見える聖マリア教会
- 夜明けの聖マリア教会
- レフ・カチンスキの葬儀